# Домартен (Ен)
Домартен (фр. Dommartin) је насељено место у Француској у региону Рона-Алпи, у департману Ен (Рона-Алпи).
По подацима из 2011. године у општини је живело 857 становника, а густина насељености је износила 49,85 становника/km².

## Демографија
| 1962. | 1968. | 1975. | 1982. | 1990. | 2011. |
| ----- | ----- | ----- | ----- | ----- | ----- |
| 671   | 598   | 528   | 517   | 537   | 857   |